# Transzláció

Az mRNS életciklusa eukarióta sejtben. Az RNS a sejtmagban átíródik a DNS-ről, modifikáció után kikerül a citoplazmába, ahol a riboszómákon végbemegy a transzláció folyamata. Végül az mRNS lebomlik.

A transzláció a fehérjeszintézisnek (a génexpresszió egyik részfolyamatának) a második szakasza. Lényege, hogy a hírvivő RNS-t (messenger RNS – mRNS) a genetikai kód alapján lefordítva keletkezik egy polipeptid. A transzlációt szükségszerűen a transzkripció, vagyis átírás előzi meg.
Hozzá hasonlóan a transzláció is négyfázisú: ezek az aktiváció, iniciáció, elongáció és termináció (ezek írják le, hogyan növekszik az aminosavlánc, avagy polipeptid, a transzláció terméke).
Aktiváció – Ennek során a megfelelő aminosav a megfelelő tRNS-hez kapcsolódik. Az aminosav a karboxilcsoportjánál fogva kapcsolódik a tRNS 3′ OH-csoportjához egy észterkötéssel.
Iniciáció – A riboszóma kisebbik alegysége iniciációs faktorok (IF) segítségével hozzákötődik az mRNS 5′ végéhez.
Elongáció – A sorban következő aminosav komplexet alkot az elongációs faktorral és a GTP-vel.
Termináció – Amikor az A helyre értelmetlen kodon (UAA, UAG, UGA) kerül, ezt egy tRNS sem ismeri fel, a releasing faktor azonban felismeri, és hatására a polipeptidlánc kiszabadul a riboszómából.
A fehérjeszintézis leállításán vagy gátlásán alapul több antibiotikum működése, például anizomicin, cikloheximid, klóramfenikol és tetraciklin.

## A működésének alapjai

Transzláció: Egy riboszóma mRNS alapján fehérjét állít elő, amely fehérje bekerül az endoplazmatikus retikulum belsejébe. (A riboszóma alegységei sárgában és zöldben, transzfer RNS sötétkékben, más fehérjék világoskékben, membrán és mRNS feketében, az endoplazmatikus retikulum belseje szürkében.)

Az mRNS a ribonukleotid-sorrendjében kódolt genetikai információt szállítja a kromoszómáktól a riboszómákhoz. A ribonukleotidok sorrendjét a transzlációs gépezet hármasával "olvassa le", ezek a nukleotidhármasok a kodonok. Minden ilyen hármas egy bizonyos aminosavnak felel meg. A riboszóma és a tRNS molekulák ezt a kódot lefordítva gyártják a fehérjéket. A riboszóma egy több alegységből álló szerkezet, amely riboszomális RNS-t (rRNS-t) és fehérjéket tartalmaz. Ez az a "gyár", ahol az aminosavak fehérjékké kapcsolódnak össze. A tRNS-ek kisebb, nem kódoló RNS-láncok (74-93 nukleotid hosszúak), amelyek a riboszómához szállítják az aminosavakat. Van egy részük, ahová az aminosav képes kötődni, és egy másik részük, az ún. antikodon. Utóbbi egy ribonukleotid-hármas, amely pontosan összeillik az mRNS-nek az általuk szállított aminosavat kódoló hármasával. A specifikus tRNS-ek és az antikodonjaik által felismert aminosavak közötti kötés az aminoacil-tRNS szintetáz enzim segítségével jön létre. A reakció eredménye egy aminoacil-tRNS molekula, amely bejut a riboszómába, ott pedig az antikodonja az egymást kiegészítő bázispárok segítségével hozzákapcsolódik a megfelelő mRNS kodonhoz. A tRNS-ek által szállított aminosavakból ezután összekapcsolódik a fehérje.

## Prokarióta transzláció
A prokariótáknak nincs sejtmagja, ezért az mRNS lefordítása már az átírás (transzkripció) közben elkezdődhet. A transzláció gyakran poliriboszomális, azaz egynél több aktív riboszóma működik közre benne. Ebben az esetben az egyszerre működő riboszómákat együtt 'poliszómának' nevezzük.

### Iniciáció
A transzláció iniciációja során a riboszóma kisebbik alegysége rákapcsolódik az mRNS 'start' kodonjára, amely azt jelzi, hol kezdődik az mRNS-en a fehérje kódja.  Ez a kodon legtöbbször egy AUG, de a prokariótáknál ismerünk más start kodonokat is. A baktériumokban például a fehérje egy módosított aminosavval, az N-formilmetioninnal (f-Met) kezdődik. Az f-Met-ban az aminocsoportból egy formilcsoport kapcsolódásával amid keletkezett, így ez az aminocsoport nem tud peptidkötést kialakítani.  Ez azonban nem probléma, mert az f-Met a fehérje amino-végén helyezkedik el. A prokariótákban a kisebbik alegység megfelelő helyre való kötődését az mRNS ún. Shine–Dalgarno-szekvenciája könnyíti meg, amely a starthely előtt kb. hét nukleotiddal található speciális bázissorozat. Miután kötődött az mRNS a metionil- tRNS is elfoglalja a helyét amely iniciátor szerepet tölt be.

### Elongáció
A nagyobb 50S alegység komplexet hoz létre a kisebb 30S alegységgel, és következik az elongáció. Először a Met-tRNS belép a riboszóma P helyére, és bázisai párokat alkotnak az AUG kodonnal. Ezután egy újabb aminoacilált tRNS lép be a riboszóma A helyére, és ez is kapcsolódik bázisaival az mRNS-hez.  Az mRNS kodonjának és a tRNS antikodonjának a helyes párosítása esetén a tRNS ott marad az A helyen.    A riboszóma által katalizált peptidil transzfer egy új peptidkötés kialakításával összekapcsolja a két szomszédos aminosavat; a P helyen levő aminosav leszakad a tRNS-éről és csak az A helyen levőhöz kapcsolódik. Végül megtörténik a transzlokáció; a peptidil tRNS áttolódik a P helyre, hogy felszabadítsa az A helyet az újonnan jövő tRNS számára.

### Termináció
Ez a folyamat ismétlődik, amíg a riboszóma nem találkozik a három lehetséges stop kodon valamelyikével, akkor pedig a transzláció befejeződik. A fehérje növekedése leáll, és release faktorok, azaz a tRNS-t utánzó fehérjék lépnek be az A helyre, a fehérje pedig kikerül a citoplazmába.

## Eukarióta transzláció
Eukariótákban a transzkripció a sejtmagban folyik, ahonnan az mRNS kijut a citoplazmába, és ott történik a transzláció. Az mRNS érése során (ez az ún. processzing) kap egy 5′ „sapkát” és egy 3′ poli-A „farkat”, ezután szállítódik. Alább az iniciációt írjuk le részletesen, mivel az elongáció és a termináció a prokariótákhoz hasonlóan zajlik.

### Iniciáció

#### A sapkától függő iniciáció

az mRNS transzlációja és a fehérjeszintézis

A transzláció iniciációjához szükséges, hogy bizonyos fehérjék kölcsönhatásba lépjenek az mRNS molekulák 5′ végén található különleges toldalékkal. A fehérje faktorok megkötik a riboszóma kisebb alegységét. Az alegység néhány ilyen fehérje faktor kíséretében elindul az mRNS-lánc mentén a 3′ vég felé, és megkeresi a 'start' kodont (legtöbbször AUG), amely jelzi, hogy hol kezdi az mRNS kódolni a fehérjét. A 'start' és a 'stop' kodon közti bázissorrendet fordítja le a riboszóma aminosavsorrendre – így szintetizálódik a fehérje. Az eukarióták és archeák esetében a start kodon által kódolt aminosav a metionin. A Met-t szállító kezdő tRNS beépül a riboszomális komplexbe, így minden fehérje ezzel az aminosavval kezdődik (hacsak le nem vágja róla egy proteáz enzim valamelyik későbbi lépésben).

#### A sapkától független iniciáció
Az eukarióta transzláció sapkától független iniciációjának legtöbbet tanulmányozott példája a „belső riboszóma-belépési hely” (Internal Ribosome Entry Site – IRES) elmélete. A sapkától független transzláció abban különbözik a sapkától függőtől, hogy az előbbihez nem kell a riboszómának az 5′ végtől elkezdenie a start kodon keresését. Ehelyett a riboszómát speciális faktorok (IRES trans-acting factor – ITAF) irányítják a starthelyre, így elkerülhető, hogy az mRNS nem lefordítódó 5′ végét végig kelljen nézni. A transzlációnak ezt a mechanizmusát csak nemrég fedezték fel, és főként akkor van jelentősége, ha speciális mRNS-ek transzlációjára van szükség, mert a sejt valamilyen stresszhatásnak (például apoptózis) van kitéve, vagy valamilyen okból nem lehetséges a több mRNS transzlációja.

## Transzláció saját kezűleg
Természetesen lehetséges akár kézzel (rövidebb szekvenciák esetén), akár számítógéppel (megfelelő programozás után) elvégezni a transzlációt, így a biológusok és vegyészek manuálisan meg tudják határozni a kódolt fehérje kémiai szerkezetét.
Először is váltsuk át a DNS minden bázisát az őt kiegészítő RNS-bázisra (ne feledjük, hogy a T-k helyett itt U-k vannak):
```
DNS → RNS
 A  →  U
 T  →  A
 G  →  C
 C  →  G
```

Ezután tagoljuk az RNS bázishármasokra (tripletekre). Ne feledjük, hogy 3 transzlációs „ablak” lehetséges attól függően, hogy hányadik bázistól kezdjük el olvasni a kódot.
Végül az aminosav szócikknél szereplő táblázat segítségével fordítsuk le a fenti kódot az aminosavak sorrendjére.
Ezzel megkaptuk a fehérje elsődleges szerkezetét. A fehérjék azonban általában feltekerednek, ami többek között a láncon belüli hidrofil és hidrofób részek elhelyezkedésétől függ. Erre a másodlagos szerkezetre még éppen lehetnek tippjeink, a pontos harmadlagos szerkezetet azonban gyakran nagyon nehéz meghatározni, jelenleg a kémiai szimulációk az esetek kb. 70%-ában találják el a helyes szerkezetet.